# Matupá
Matupá est une municipalité brésilienne située dans l'État du Mato Grosso.